# Gerontophilia
Pour plus de détails, voir Fiche technique et Distribution.
Gerontophilia est une comédie romantique canadienne écrite et réalisée par Bruce LaBruce, sortie en 2013.

## Synopsis
Lake, un jeune homme de dix-huit ans, sort avec une fille de son âge, mais se découvre une préférence sexuelle pour les hommes âgés : il est sous le charme d'un vieil homme de quatre-vingt-deux ans, M. Peabody, résidant dans une maison de retraite où il vient d'être embauché pour l'été.

## Fiche technique
- Titre original : Gerontophilia
- Réalisation : Bruce LaBruce
- Scénario : Bruce LaBruce et Daniel Allen Cox, d'après une histoire de Bruce LaBruce
- Décors : Olivier Laberge
- Costumes : Marilyne Garceau
- Photographie : Nicolas Canniccioni
- Montage : Glenn Berman
- Musique : Ramachandra Borcar
- Production : Nicolas Comeau, Leonard Farlinger et Jennifer Jonas
- Sociétés de production : New Real Films et 1976 Productions
- Société de distribution : Filmoption International
- Pays d'origine : Canada
- Langue originale : anglais, français
- Format : couleur
- Genre : comédie romantique
- Durée : 82 minutes
- Dates de sortie :
  - Italie : 28 août 2013 (Venice Days)
  - Canada : 9 septembre 2013 (Festival international du film de Toronto) ; 18 avril 2014 (nationale)
  - France : 15 octobre 2013 (Festival international du film gay et lesbien de Paris) ; 26 mars 2014 (nationale)
  - Québec : 14 février 2014[1]

## Distribution
- Pier-Gabriel Lajoie (VQ : Xavier Dolan) : Lake
- Walter Borden (VQ : Marc Bellier) : M. Peabody
- Katie Boland (VQ : Catherine Brunet) : Desiree
- Marie-Hélène Thibault (VQ : elle-même) : Marie
- Yardly Kavanagh (VQ : Marika Lhoumeau) : Baptiste, l'infirmière
- Jean-Alexandre Létourneau : Kevin
- Brian D. Wright : M. Guerrero
- Nastassia Markiewicz : Cashier

## Production

### Développement
Le thème étant l'attirance sexuelle envers les personnes âgées, Bruce LaBruce l'avait en tête depuis un bon moment et voulu l'aborder à l'écran. Cela remonte dans les années 1990 à New York où il avait « un ami noir dont les préférences sexuelles ne concernaient que les hommes blancs âgés de plus de cinquante ans. Son entourage était très frustré parce qu'il n'arrivait pas à comprendre ses goûts jugés bizarres alors que lui-même était jeune et très beau. Visiblement, ce garçon se faisait une autre idée de la beauté en refusant de suivre les règles », raconte-t-il dans un média.
Gerontophilia est produit par 1976 Productions et New Real Films, ainsi que le Téléfilm Canada, SODEC, les programmes de crédit d'impôt fédéral et provincial et le crédit d'impôt d'Ontario pour un budget de 2 000 000 de dollars.

### Audition
Ayant lu le scénario, Pier-Gabriel Lajoie l'a aimé et souhaite vraiment jouer le rôle du jeune Lake : pour lui, c'est « une grande opportunité (…), un grand défi » parce qu'il venait juste d'entrer au Conservatoire Lassalle.

### Tournage
Bruce LaBruce et l'équipe de tournage filment en décembre 2012, quatorze jours durant à Montréal.

## Accueil

### Sorties internationales
Ce film est projeté le 9 septembre 2013 au Festival international du film de Toronto au Canada, avant sa sortie nationale prévue le 14 février 2014 au Québec et le 18 avril 2014 pour le reste des états.
En France, après la projection au Festival international du film gay et lesbien de Paris en octobre 2013, il sort le 26 mars 2014.